# Темченко, Анатолий Георгиевич
Темченко Анатолий Георгиевич (род. 10 сентября 1942, Сталинградская область) — советский и украинский горный инженер. Доктор технических наук (2005), профессор (2001). Ректор Криворожского национального университета (2006—2010). Лауреат Государственной премии Украины в области науки и техники (2006).

## Биография
Родился 10 сентября 1942 года на хуторе Страховский[уточнить] Волгоградской области.
В 1970 году окончил Криворожский горнорудный институт, где с 1970 года работал: ассистент, доцент, заведующий кафедрой экономики, организации и управления предприятиями, профессор, проректор по учебной работе, первый проректор, в 2006—2010 годах — ректор.

## Научная деятельность
Специалист по комплексной разработке железорудных месторождений и ресурсосберегающих технологий. Основные направления научных исследований: повышение эффективности производства с использованием научных основ оценивания и выбора энергосберегающих технологий разработки железорудных месторождений.
Автор более 150 научных работ, учебников и пособий.

### Научные труды
- Проектно-кошторисна справа. — Киев, 1995;
- Капітальні вкладення та їх ефективність в умовах ринкової економіки. — Кривий Ріг, 1995;
- Определение структуры энергосберегающих технологий открытых горных работ // Науковий вісник НГА України. — 2000. — № 2;
- Ресурсозберігаючі технології гірничого виробництва. — Кривий Ріг, 2000;
- Економіка та планування комплексної розробки рудних родовищ. — Кривий Ріг, 2001.

## Награды
- Заслуженный работник образования Украины (1998);
- Государственная премия Украины в области науки и техники (2006).